# Bisdom Yakima
Het bisdom Yakima (Latijn: Dioecesis Yakimensis) is een rooms-katholiek bisdom met als zetel Yakima, in de Amerikaanse staat Washington. Het bisdom is suffragaan aan het aartsbisdom Seattle. 

## Geschiedenis
Het bisdom werd opgericht op 23 juni 1951, uit delen van het aartsbisdom Seattle en het bisdom Spokane. 

## Parochies
Het bisdom had in 2022 een oppervlakte van 46.051 km2 en telde 751.808 inwoners waarvan 25,3% rooms-katholiek was.

## Bisschoppen
- Joseph Patrick Dougherty (9 juli 1951 - 5 februari 1969)
- Cornelius Michael Power (5 februari 1969 - 15 januari 1974)
- Nicolas Eugene Walsh (5 september 1974 - 10 augustus 1976)
- William Stephen Skylstad (16 februari 1977 - 17 april 1990)
- Francis Eugene George (10 juli 1990 - 30 april 1996; kardinaal in 1998)
- Carlos Arthur Sevilla (31 december 1996 - 12 april 2011)
- Joseph Jude Tyson (12 april 2011 - heden)

## Galerij van afbeeldingen

Wapen van het bisdom
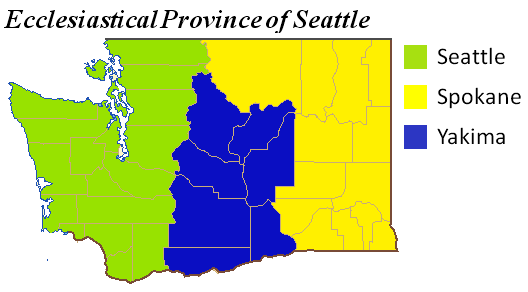
Kerkprovincie met aartsbisdom en suffragane bisdommen
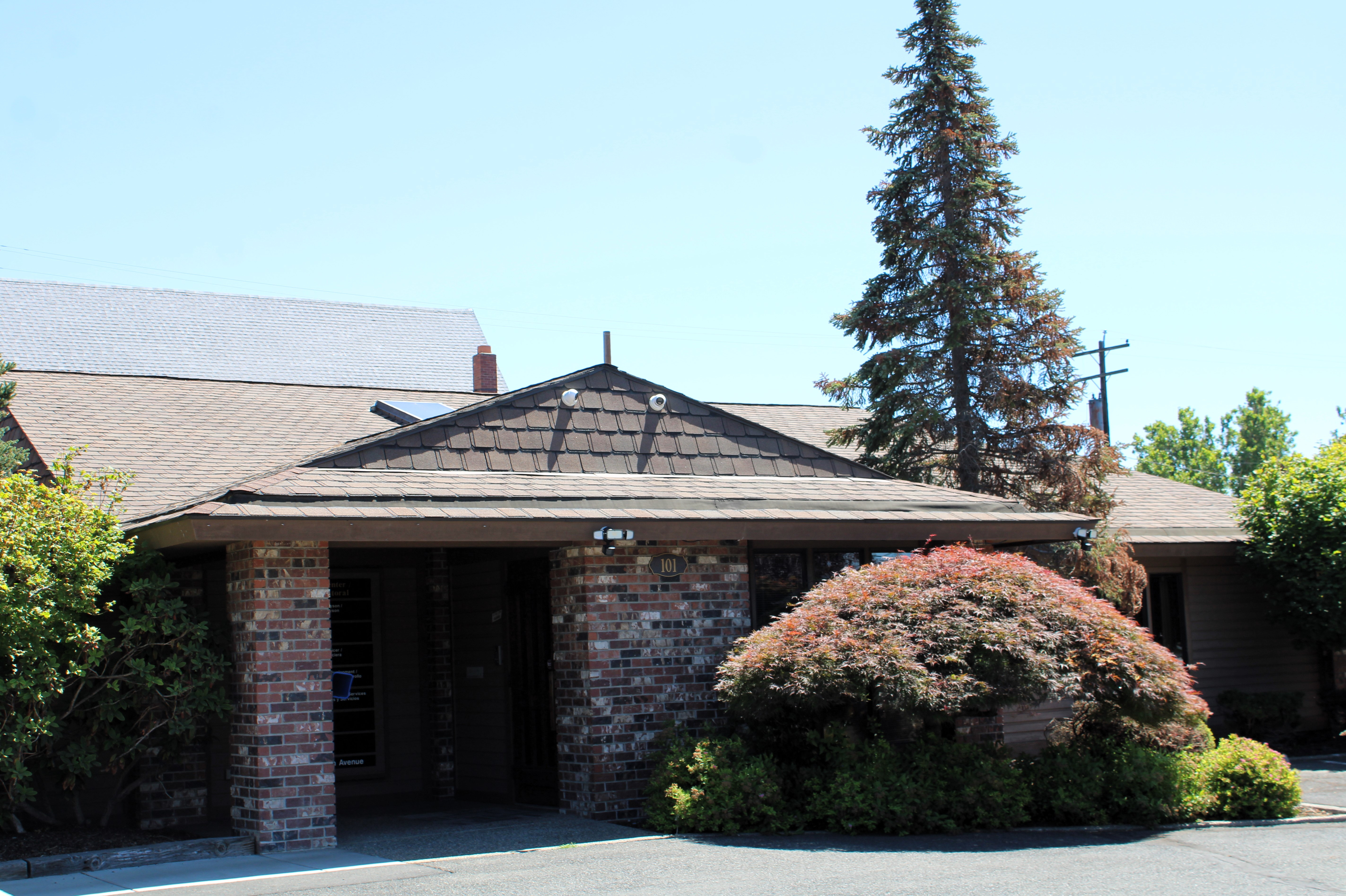
Pastoraal centrum

Seattle (aartsbisdom) · Spokane · Yakima